# Kranenburg (Dorf)
Kranenburg (plattdeutsch Kronenborg, bis 1953 Cranenburg) ist eine niedersächsische Ortschaft an der Oste im Landkreis Stade mit 546 Einwohnern.
Sie ist Bestandteil der Gemeinde Kranenburg (für Informationen zur politischen Gemeinde siehe dort) und der Samtgemeinde Oldendorf-Himmelpforten.

## Geographie
Kranenburg liegt am Marschrand in der Osteniederung. Die Nachbarorte Kranenburgs sind Blumenthal im Osten, Oldendorf im Südosten, Brobergen im Süden und Laumühlen und Klint im Norden.
Kranenburg besteht aus dem Hauptort Kranenburg und den kleineren Wohnplätzen Am Damm und Im Viert.

## Geschichte
Die Kranenburg wurde 1375 durch Kurt von Schwanenbeke, dem Vogt zu Bremervörde, und Bartoldt Kindt möglicherweise am Ort einer älteren Burganlage errichtet. Sie diente zum Schutz der Brücke über die Oste. 1380 besaßen die Städte Stade und Buxtehude sowie Stadt und Stift Bremen das Öffnungsrecht. Später ist sie auf unbekanntem Weg in die Hände des Erzbistums Bremen gelangt und wurde an die Ministerialenfamilie Marschalck von Bachtenbrock als Lehen vergeben. Diese war Inhaber des Bremer Erbarschallamtes. Die Burg gehörte seitdem zur Lehnsausstattung dieses Amtes, sie wurde von verschiedenen Familienzweigen bewohnt. Verbunden mit dem Besitz über die Kranenburg war das Privileg, Zoll an der dortigen Brücke zu erheben. Um 1600 verlegten die Herren von Marschalck ihre Wohnsitze auf die rechte Ostseite. 1628 wurden Burg und Brücke durch die Truppen Tillys verbrannt und nicht wiederaufgebaut. Ihre Reste wurden in neu errichtete, landwirtschaftliche Bauten integriert. 1927 wurden die Brückenpfähle in der Oste durch Sprengungen beseitigt.
Im Jahre 1852 ging die Gerichtsbarkeit von der Familie Marschalck von Bachtenbrock auf die Landesherrschaft über. 1859 wurde bei der Neuregelung der Gemeindeordnung Kranenburg dem Amt Himmelpforten zugeschlagen.
1943 wurde im Rahmen der Kinderlandverschickung während des Zweiten Weltkrieges eine ganze Hamburger Schulklasse samt Lehrer in Cranenburg einquartiert. Gegen Ende des Krieges versuchte ein britisches Jagdflugzeug eine Notlandung am Rienbeck. Der Pilot überlebte und wurde in Kranenburg versorgt. Am 3. Mai 1945 wurde Cranenburg von britischen Truppen eingenommen. Nach der Einnahme wurde Am Damm ein Haus von einem britischen Panzer in Brand geschossen, da die Briten dort versteckte deutsche Soldaten vermuteten. Infolge der Ostflucht kamen dann etwa 200 Menschen zusätzlich nach Cranenburg.

### Religion
Kranenburg ist evangelisch-lutherisch geprägt und gehört zur Kirchengemeinde Oldendorf. Es besteht ein eigener Friedhof mit Friedhofskapelle. Zudem existiert am Brink die Michaeliskapelle, die 1811 errichtet wurde. Kranenburg war seit jeher Teil des Kirchspiels Hechthausen, da die Burgherren zu Kranenburg, die Familie Marschalck von Bachtenbrock, auch Patrone der Hechthausener Kirche waren. Erst im Februar 1926 wurde der Ort in das Kirchspiel Oldendorf umgegliedert, weil Oldendorf im Gegensatz zum auf der anderen Seite des Flusses Oste gelegenen Hechthausen günstiger lag.

### Eingemeindungen
Im Zuge der Gemeindereform wurde die Gemeinde Kranenburg zum 1. Juli 1972 mit der ehemals eigenständigen Gemeinde Brobergen zusammengelegt.

### Einwohnerentwicklung
1855 gab es 437 Einwohner in 87 Häusern.

### Bürgermeister
Die Bürgermeister der Gemeinde Kranenburg bis zur Zusammenlegung mit der Gemeinde Brobergen 1972 waren (für spätere Bürgermeister der Gemeinde Kranenburg siehe Gemeindeartikel):
| Zeit      | Bürgermeister     |
| --------- | ----------------- |
| um 1866   | Hinrich Spreckels |
| 1878–1890 | Diedrich Hinck    |
| 1890–1906 | Hinrich Dankers   |
| 1906–1919 | Hermann Martens   |
| 1919–1938 | Claus Hellwege    |
| 1938–1945 | Heinrich Schulze  |
| 1945–1948 | Claus Plate       |
| 1948–1984 | Heinrich Schulze  |
| 1984–2016 | Horst Wartner     |
| seit 2016 | Margitta Bertram  |

### Wappen
Das Kranenburger Wappen zeigt drei blaue Spitzen auf silbernem Grund. Es ist das Wappen der Familie Marschalck von Bachtenbrock, die ihren Sitz heute auf dem Gut Hutloh in Hechthausen hat.
Nach der Zusammenlegung der Gemeinde mit Brobergen erscheint das Kranenburger Wappen seit 1983 auch vorne oben im Gemeindewappen.

### Straßennamen
Erst mit der Gemeindereform wurden die Straßennamen für die einzelnen Straßen festgelegt, vorher wurden die Häuser des gesamten Ortes durchnummeriert.
- Am Damm

Der alte Ausgangspunkt des Ortes direkt an der Oste in der Marsch, heute getrennt vom Hauptort. Am freien Damm.
- Möhlendiek

Dieser Name ist plattdeutsch und die Straße führt zur Mühle und zum Mühlenteich, eben dem Möhlendiek.
- Dorfstraße

Früher Alte Dorfstraße.
- Broberger Straße/Blumenthaler Straße

Diese beiden Straßen sind aus der vormaligen Ostestraße entstanden, die zuvor durch mehrere Gemeinden entlang der Oste führte, aber in der Gemeinde Kranenburg umbenannt wurde.
- Pinnbarg

Pinnbarg ist plattdeutsch und meint eigentlich den Pienbarg also „Peinberg“, das heißt den Platz, an dem der Kaak stand.
- Hohe Luft
- Brandmoorweg
- Am Brink

Die Straße liegt direkt am Brink und stellt das Dorfzentrum dar.
- Zum Fuchsberg
- Puggenhorst
- In der Hörne

## Kultur und Sehenswürdigkeiten

### Vereinswesen

#### Feuerwehr
Die erste Feuerspritze wurde in Kranenburg 1830 angeschafft. Aber erst am 7. April 1895 wurde von 24 Gründungsmitgliedern die Freiwillige Feuerwehr Kranenburg gegründet. 1898 wurde eine Karrenspritze angeschafft. Während des Nationalsozialismus wurde die Kranenburger wie alle Feuerwehren in eine Polizeihilfstruppe umgewandelt. Während des Zweiten Weltkriegs wurden wegen Mangels an Einsatzkräften auch Frauen zum Feuerwehrdienst herangezogen. Die Kleinkraftspritze, die die Feuerwehr während des Kriegs erhalten hatte, wurde 1945 von den Briten eingezogen. Ein neues Feuerwehrhaus auf dem Brink, in dem auch ein Gemeindebüro untergebracht war, wurde 1951 eingeweiht. Das 1950 aus alten Wehrmachtsbeständen erstandene Kraftfahrzeug der Marke Opel Blitz wurde 1960 durch einen VW-Transporter ersetzt. 1963 wurde die Kraftspritze durch ein neueres Modell ersetzt. Seit der Errichtung des Dorfgemeinschaftshauses 1982 ist das Feuerwehrhaus in diesem untergebracht. 1982 schaffte man als Ersatz für den ins Alter gekommenen VW-Transporter ein Tragkraftspritzenfahrzeug (TSF) von Mercedes-Benz an. Es wurde am 9. Januar 2010 durch ein neues TSF mit Ziegler-Aufbau auf Mercedes-Benz-Fahrgestell Typ 516 CDI ausgetauscht. Die Feuerwehr zählt aktuell 40 aktive Feuerwehrleute und hat eine Altersabteilung, der 12 Kameraden angehören. Seit Januar 2012 hat die Freiwillige Feuerwehr Kranenburg eine AED-Gruppe (First Responder) und unterstützt so den Rettungsdienst. Die Führung hat Ortsbrandmeister Marcel Brandt.

#### Schützenverein
Der Schützenverein Kranenburg wurde im Frühjahr 1900 gegründet, um Geselligkeit und Wehrtüchtigkeit der Kranenburger zu fördern. Er hatte sein Vereinslokal zuerst auf dem Damm in der Nähe des damals noch vorhandenen Fähranlegers. 1910 entschloss man sich, den einfachen Schießstand auf dem Damm aufzugeben und einen festen Schießstand am heutigen Ort direkt im Dorf anzulegen. In den Jahren 1915 bis 1919 und von 1940 bis 1949 ruhte das Vereinsleben auf Grund der beiden Weltkriege. 1974 wurde ein zusätzlicher Luftgewehr-Schießstand errichtet und nach dem 75-jährigen Jubiläum im folgenden Jahr auch erstmals eine Damenabteilung eingerichtet.
Der Schützenverein zählt heute mit über 300 Mitgliedern und zahlreichen Veranstaltungen das Jahr über, wie dem zweitägigen Schützenfest jährlich am zweiten Juli-Wochenende, zu den wichtigsten Pfeilern des dörflichen Gemeinschaftslebens. An beiden Tagen wird ein Festumzug durchs Dorf veranstaltet, wobei am Sonnabend die Schützenmajestätinnen (Königin und Jungschützenkönigin) des Vorjahres von zu Hause abgeholt werden und am Sonntag unter Teilnahme von auswärtigen Schützenabordnungen die neuen Schützenmajestäten (König und Jungschützenkönig). Das Königspaar 2022/2023, Anja und Marcel Brandt, ist das erste Ehepaar seit der Vereinsgründung 1900.

#### Sportverein
Der Turn- und Sportverein wurde im Frühjahr 1921 von jungen Kranenburgern gegründet und zunächst „Einigkeit“ getauft. Unter anderem wurden ein Reck und ein Barren angeschafft. Gerätturnen, Leichtathletik und Faustball waren die dominierenden Sportarten dieser Zeit. Infolge der Weltwirtschaftskrise ruhte das Vereinsleben zwischen 1929 und 1932. Mit der Revitalisierung 1932 konnte auch erstmals ein richtiger Sportplatz hergerichtet werden, so dass eine eigene Fußballmannschaft aufgestellt werden konnte. Von 1939 bis 1946 ruhte das Vereinsleben. Nach dem Neubeginn war die Fußballabteilung recht erfolgreich und spielte 1952 bis 1954 drei Jahre lang in der damaligen Bezirksliga. Ein weiterer Höhepunkt waren 1959 und 1960 zwei Spiele gegen den FC Tiergarten Berlin, einmal in Kranenburg, einmal in Berlin. Doch in den Folgejahren gelang es nicht mehr, eine vollständige Mannschaft aufzustellen. Erst 1969 nahm man den Spielbetrieb wieder auf. 1973 wurde eine Flutlichtanlage angeschafft. Der Verein erreichte 1983 einen Höchststand von 310 Mitgliedern in fünf Sparten. 1994 wurde die Fußballsparte mit dem VfR Gräpel und dem MTV Estorf zum FC Eintracht Oste zusammengelegt.

#### Gesangsverein
Im Jahre 1910 wurde der Männergesangsverein Euterpe gegründet (benannt nach der griechischen Muse Euterpe), der ab 1952 zu einem gemischten Chor wurde. Er bestand bis 1965, als die Vereinsaktivität ein Ende fand, da kein neuer Chorleiter gefunden werden konnte.

#### Wassersportgemeinschaft
Die Wassersportgemeinschaft Kranenburg, die sich dem Angelsport unter anderem an Oste und am Kranenburger Baggerteich Kampen widmet, wurde von 20 Gründungsmitgliedern am 7. Juni 1973 gegründet.

### Theater
Bereits seit Kaisers Zeiten bestanden niederdeutsche Laienspielgruppen. Aufgeführt wurden meist derbe Bauernschwänke. Seit 1975 firmiert die Gruppe nun innerhalb des Sportvereins Kranenburg unter dem Namen De Ostedoler.

### Bauwerke

#### Dorfgemeinschaftshaus
Das Dorfgemeinschaftshaus neben dem Sportplatz wurde am 4. Juni 1982 eingeweiht. Es beherbergt neben dem Gemeinschaftsraum das Feuerwehrhaus, Räume für den Sportverein und einen Spielkreis.

## Wirtschaft und Infrastruktur
An das Elektrizitätsnetz wurde der Ort im Herbst 1924 angeschlossen. Spätestens im Sommer 1927 waren die Arbeiten im ganzen Ort abgeschlossen, zu dieser Zeit wurde die Neuerung nämlich mit dem „Stromball“ im Gasthaus Hagenah befeiert. Der Anschluss an das Erdgasnetz erfolgte 1997.

### Verkehr
Kranenburg ist über die Kreisstraße 82 mit Brobergen und Blumenthal verbunden. Diese bietet Anschluss zur Bundesstraße 73 bei Burweg. Dies ist die wichtigste Verkehrsverbindung nach Stade und Hamburg sowie an die Bundesstraße 74 bei Elm, die nach Bremervörde weiterführt. Oldendorf wird auf der Kreisstraße 4 erreicht.
Durch die natürliche Barriere, welche die Oste bildet, wird der verkehrliche Kontakt mit den Gebieten westlich des Flusses vornehmlich über die Brücke bei Hechthausen abgewickelt.
Der Pendlerverkehr nach Hamburg läuft über die Station in Himmelpforten an der Niederelbebahn.

### Bildung
Heute besteht in Kranenburg an Bildungseinrichtungen nur mehr ein Spielkreis für die Kinder im Kindergartenalter. Im weiteren besuchen die Kinder in der Regel die Grundschule in Estorf und schließlich die Haupt- oder Realschule in Oldendorf bzw. das Gymnasium Stade oder das Gymnasium Bremervörde.
Ab etwa 1735 besteht eine eigene Schule im Hause des Schulmeisters. Die Schülerzahl betrug um 1750 etwa 50 bis 60, 1798 79, 1853 100 Schüler. 1879 wird ein neues Schulgebäude errichtet. Erstmals 1904 wurde es notwendig, einen zweiten Lehrer anzustellen. 1919 wurde die Schule umgebaut und erneuert. Die Schülerzahl, die 1919 noch 75 betrug, sank in der Zeit nach dem Ersten Weltkrieg bis 1926 auf 53. In der Zeit kurz nach dem Zweiten Weltkrieg schnellte die Schülerzahl durch die hinzugekommenen Flüchtlinge auf 133 hoch, die nun einige Zeit von einem einzelnen Lehrer betreut werden mussten. 1955 wurde die Schule nochmals ausgebaut. 1966 beschlossen Kranenburg und die anderen Gemeinden der späteren Samtgemeinde Oldendorf, in Oldendorf eine Mittelpunktschule einzureichen. Dadurch sank die Schülerzahl, die vorher um 50 betragen hatte, auf 36 mit abnehmender Tendenz. Als 1970 Lehrerin Hinsch die Schule verließ und kein neuer Lehrer gefunden werden konnte, wurde die Schule 1971 geschlossen und die Schüler wechselten zur Schule in Estorf.

### Wirtschaft
Neben einigen landwirtschaftlichen Vollerwerbsbetrieben in Familienbesitz besteht ein Zimmereibetrieb sowie ein Geschäft für den täglichen Bedarf.
Östlich des Ortes befindet sich zudem ein Windpark mit vier Windrädern.